# Джовани Орсеоло
Вижте пояснителната страница за други личности с името Джовани.
Джовани Орсеоло (на италиански: Giovanni Orseolo) е най-големият син на двадесет и шестия дож на Венецианската република Пиетро II Орсеоло и на Мария Кандиано, дъщеря на двадесет и четвъртия дож Витале Кандиано.
През 1000 г. 16-годишният Джовани е изпратен в Константинопол, за да работи по военния план на баща си и на византийския император Василий II за превземането на Далмация. Съгласно този план венецианците трябва да завладеят Далмация и да я държат като протекторат под византийски сюзеренитет.
През 1004 г. Джовани се жени за племенницата на Василий II Мария Аргира, която по всяка вероятност е дъщеря или сестра на бъдещия император Роман III Аргир. Благословия на брака дава самият константинополски патриарх, а зестрата на булката е наистина много богата и включва и дворец, в който младото семейство отсяда на първо време. По това време Джовани вече е обявен за съ-дож на Венеция редом до баща си. След като император Василий II се връща отново в Константинопол след поредната си кампания срещу цар Самуил и българите, Джовани и Мария отпътуват за Венеция, получавайки от василевса като подарък реликви на Св.Варвара. Скоро след това Мария ражда сина им Василий (Базилио), кръстен на византийския император.
През 1006 г. Джовани, заедно със съпругата му и малкият им син, се заразяват от чума и умират. Баща му Пиетро II Орсеоло така и не успява да прежали първородния си син, който се надявал да го наследи. Той обявява за дож втория си син Отоне Орсеоло и се затваря в един от дворците си, където умира две години по-късно през 1008 г.